# Casa neterminată
Casa neterminată este un film românesc din 1964 regizat de Andrei Blaier. Rolurile principale au fost interpretate de actorii Valeria Seciu, Val Săndulescu și Alexandru Repan.

## Distribuție
Distribuția filmului este alcătuită din:
- Valeria Seciu — Lia, studentă la Institutul de Teatru
- Val Săndulescu — Andrei, student la Institutul de Arhitectură, prietenul și colegul lui Petre (menționat Valeriu Săndulescu)
- Alexandru Repan — Petre, student la Institutul de Arhitectură, iubitul Liei
- Sandu Sticlaru — nea Grigore, meșterul constructor
- Ștefan Tapalagă — Ion Cosma, viitorul arhitect care ia masa la cantină (menționat Ștefan Tăpălagă)
- Lily Popovici — bătrâna care a pierdut copilul
- Dorina Done — doamna care o sfătuiește pe bătrână să nu lase copilul să meargă mai mult de 5 minute pe zi
- Petre Pătrașcu (menționat Petre Pătrascu)
- Constantin Guriță — un cetățean cu bască interesat de accidentul din fața blocului Anei
- Viorica Verbițchi
- Dumitrel Cucereanu — băiețelul inginerului Rădulescu
- Elisabeta Jar-Rozorea — fosta iubită a lui Gelu Ionescu (menționată Eliza Töszer)
- Elena Buhoci-Gurgulescu — Ana, soția lui Gelu Ionescu, consăteanca Liei (menționată Elena Buhoci)
- Ion Dunea
- Ion Pogonat
- Ion Pella

## Primire
Filmul a fost vizionat de 1.153.679 de spectatori în cinematografele din România, după cum atestă o situație a numărului de spectatori înregistrat de filmele românești de la data premierei și până la data de 31 decembrie 2014 alcătuită de Centrul Național al Cinematografiei.